# Christine Paul
Christine Paul (* 21. Januar 1965) ist eine ehemalige deutsche Fußballspielerin.

## Karriere

### Vereine
Aus der B-Jugendmannschaft des FC Bayern München hervorgegangen, rückte Paul 1981 in die erste Mannschaft auf, für die sie als Abwehrspielerin in der Bayernliga Punktspiele bestritt. Als Bayerischer Meister im Regionalverband Süd war ihre Mannschaft für die Endrunde um die Deutsche Meisterschaft qualifiziert; zweimal erreichte sie mit ihr das Finale. Ihr Finaldebüt gab sie am 17. Juni 1982 im Stadion An der Paffrather Straße in Bergisch Gladbach bei der 0:6-Niederlage gegen die SSG 09 Bergisch Gladbach. Ihr zweites Finale bestritt sie am 30. Juni 1985 im Duisburger Stadion an der Westender Straße bei der 0:1-Niederlage gegen den KBC Duisburg. Ferner kam sie in den Finalspielen um den DFB-Pokal 1988 und 1990 zum Einsatz. Gegen den TSV Siegen und den FSV Frankfurt unterlag sie mit ihrer Mannschaft mit 0:4 und 0:1.
1990 wechselte sie zum FC Wacker München, für den sie zunächst zwei Saisons in der Regionalliga Süd, der seinerzeit zweithöchsten Spielklasse im deutschen Frauenfußball, bestritt und – Aufstieg bedingt – eine in der seinerzeit zweigleisigen Bundesliga. Nach dem Abstieg aus der Gruppe Süd folgte dieser auch – nach erneutem Aufstieg – am Saisonende 1994/95. Im Spieljahr 1998 wechselte sie zum FC Phönix Schleißheim.

### Nationalmannschaft
Zwischen 1985 und 1991 bestritt sie elf Länderspiele für die A-Nationalmannschaft, blieb dabei jedoch ohne Torerfolg. Ihr Debüt gab sie am 7. September 1985 in Lüneburg bei der 2:3-Niederlage im Qualifikationsgruppenspiel zur Europameisterschaft 1987 gegen die Auswahl Norwegens von Beginn an, bevor sie für Frauke Kuhlmann in der 36. Minute ausgewechselt wurde.
Sie gehörte dem WM-Kader bei der ersten Weltmeisterschaft 1991 in China an und bestritt die mit 3:0 gegen die Auswahl Chinese Taipeis und die mit 2:0 gegen die Auswahl Italiens gewonnenen Gruppenspiele sowie das mit 2:1 n. V. gegen die Auswahl Dänemarks gewonnene Viertelfinale. Das anschließende mit 2:5 gegen die Auswahl der Vereinigten Staaten verlorene Halbfinale am 27. November 1991 in Guangzhou war zugleich auch ihr letztes Länderspiel für den DFB.

## Erfolge
- Zweiter der Deutschen Meisterschaft 1982, 1985
- DFB-Pokal-Finalist 1988, 1990
- Bayerischer Meister 1982, 1983, 1984, 1985, 1986, 1987, 1988, 1989, 1990